# Bill Lloyd (pilote)
Pour les articles homonymes, voir Bill Lloyd et Lloyd.
William B. Lloyd, dit Bill Lloyd, né le 12 juillet 1923 à New York, est un pilote automobile américain, en voitures de sport sur  ovales et sur circuits routiers américains.

## Biographie
Sa carrière en sport mécanique se déroule exclusivement aux États-Unis, durant toutes les années 1950.
Il obtient deux titres de Champion SCCA National en Classe D modifiée, le premier en 1954 sur Ferrari 225 S 2.7, le second en 1956 sur Maserati 300S, s'imposant avec Stirling Moss embarqué à bord d'une O.S.C.A. MT4 1450 lors de l'édition 1954 des 12 Heures de Sebring, pour le compte de l'écurie B. S. Cunningham (dans le cadre du Championnat du monde des voitures de sport; participation de ce pilote à 6 reprises consécutives à cette épreuve, de 1953 à 1958, et aussi classé 7e en 1955).
Il remporte de nombreuses courses de Sportscars dans le Connecticut au Thompson Speedway Motorsports Park, tant en SCCA National (1, en 1955) que Régional (6). En National, il s'impose aussi à la Savannah National Sports Car Races Hunter de 1954, grâce au B. S. Cunningham.